# Arizu
Arizu (Aritzu en euskera y de forma oficial) es una localidad española y un concejo de la Comunidad Foral de Navarra perteneciente al municipio de Anué. 
Está situado en la Merindad de Pamplona, en la comarca de Ultzamaldea, en el valle de Anué y a 22 km de la capital de la comunidad, Pamplona. Su población en 2014 fue de 45 habitantes (INE), su superficie es de 4,65 km² y su densidad de población es de 9,68 hab/km².
El municipio de Anué aparece con el nombre de Arizu en el censo de 1842 del INE.

## Geografía física

### Situación
La localidad de Arizu está situada en la parte central del municipio de Anué, en la ladera del monte Arzegi, en la margen izquierda del río Mediano y a una altitud de 540 m s. n. m. Su término concejil tiene una superficie de 4,65 km² y limita al norte con municipio de Lanz; al este con Valle de Esteríbar; al sur con concejo de Olagüe y al oeste con el río Mediano y el concejo de Cenoz.
|              | Norte: Lanz |                 |
| Oeste: Cenoz |             | Este: Esteríbar |
|              | Sur: Olagüe |                 |

## Demografía

### Evolución de la población
| Gráfica de evolución demográfica de Arizu entre 2000 y 2010 |
|                                                             |
| Datos según el nomenclátor publicado por el INE.            |

## Cultura

### Fiestas y eventos
- Fiestas patronales, históricamente se celebraban en junio, la fecha del patrón de la localidad, San Pedro, pero debido a las labores propias de una comunidad rural las trasladaron a septiembre, en torno al 8 de septiembre.